# Jヒーローズ
『J-ヒーローズ』（ジェイヒーローズ）は、特撮テレビドラマやテレビアニメ、ヒーローショーで展開されている作品の名称である。テレビドラマ版はTOKYO MX2で2019年1月5日より中断を挟みながら放送されている。また、テレビアニメ版は同枠で2020年10月3日から12月12日まで放映された。

## 概要

### ストーリー
魔の次元「魔次元」より出没した鬼・妖怪・悪魔・魔物たちがこの世界を狙う。
この危機に各地のヒーローが立ち上がった。彼らは地域別にチームを作り、自らの属性を武器とし、共闘・対立しながら魔獣との戦いに挑んでゆくのであった。

### 地域別キャラクター一覧
「J-ヒーローズ」のドラマやアニメ版において、OPや本編や応援メッセージコーナーに登場・記載のある各地のキャラクターの一覧。一覧の便宜上、Ｊ-ヒーローズ内におけるチーム所属の有無の設定は考慮せず、地域による分類で掲載する。順不同。
| チーム名    | 県旗         | キャラクター | 備考 |
| ----------- | ------------ | --- | ---- |
| TEAM 埼玉   | 埼玉県の旗   | 彩光戦士サイセイバー、ニンジャガーディアン スターシャドウ、G子ちゃんR、 鎧勇騎 月兎、武蔵忍法伝 忍者烈風、坂東武人 武蔵、祈天導士ウリュウジン、 家計お助け銭隊FPレンジャー、小江戸狐神ヤマブキ、暗黒魔戦士クロウリー                                      |      |
| TEAM 北海道 | 北海道の旗   | 砕氷船士ガリヤー、鳥戦士ミントリガー、セイリュウジン |      |
| TEAM 宮城   | 宮城県の旗   | 雷神音戦士アニディアン |      |
| TEAM 秋田   | 秋田県の旗   | 超輝神シャイニンガ―、コウライザー |      |
| TEAM 福島   | 福島県の旗   | ダバイザー |      |
| TEAM 栃木   | 栃木県の旗   | 鬼獣武烈伝王虎、電脳勇神プラグオン、超獣甲機カヌマイザー、 雷神ライサマー |      |
| TEAM 千葉   | 千葉県の旗   | 激神ザンドー、ふるさと戦隊カトレンジャーZ |      |
| TEAM 東京   | 東京都の旗   | セイジャ、星龍戦士コスモフラッシャー、超鋼祈願ササヅカイン、 羽亀戦士カメイダー、超辛グランマサラー、ゼロング、輝甲整体モンデマン、 ベクノス、包装戦士ダンボット(NEO)、日藝ヒーロートライアルス、 超義士ストラング、仮面ニンジャー聖Z、円卓騎士アヴァロン |      |
| TEAM 富山   | 富山県の旗   | ドカユキン |      |
| TEAM 山梨   | 山梨県の旗   | 甲州怪童トライ☆オン |      |
| TEAM 愛知   | 愛知県の旗   | 竜宮戦士竜斗 |      |
| TEAM 三重   | 三重県の旗   | 忍びの勇者イガジャー |      |
| TEAM 京都   | 京都府の旗   | 魔空京戦士サイドソウジャー |      |
| TEAM 大阪   | 大阪府の旗   | 浪速伝説トライオー、口腔戦士デンタマン、スバルレッド |      |
| TEAM 兵庫   | 兵庫県の旗   | 光速機動スカイアン |      |
| TEAM 和歌山 | 和歌山県の旗 | 超鳥人ガイナ |      |
| TEAM 島根   | 島根県の旗   | 神話舞隊カミアリ―ジャー |      |
| TEAM 岡山   | 岡山県の旗   | 龍神マビレンジャー |      |
| TEAM 広島   | 広島県の旗   | 鳥神ミヤジマックス |      |
| TEAM 山口   | 山口県の旗   | 清流光神ハクジャオー、音楽戦士ビート |      |
| TEAM 徳島   | 徳島県の旗   | 蒼竜神マヴェル |      |
| TEAM 佐賀   | 佐賀県の旗   | 食育戦士Gウマカバン、熱風！SG戦士なつレンジャー |      |
| TEAM 熊本   | 熊本県の旗   | 郷熊戦煌ジュグリッター |      |
|             |              | 骸696 |      |

## ドラマ版「J-ヒーローズ」

### キャスト
- G子ちゃんR - （演）妖子（声）松田留奈
- サイセイバー - 阿部二覇
- スターシャドウ - （演）柳川公輔（声）筒井拓、柳川公輔、小野田銀四郎
- 坂東武人 武蔵 - （演）長田渉（声）藤田秀和
- サイゾウ - （演）藤田秀和（声）湯浅涼
- 浪速伝説トライオー - （演）三宅敏夫（声）田ノ中亮資
- セイジャ - がんちゃん
- 鎧勇騎月兎 - （声）池田航
- ギーブル - （人間態） - 山際絵礼奈（演）三宅敏夫、藤田秀和
- 幻魔御前 - 小野田銀四郎
- アークセイバー - （演）阿部二覇、柳川公輔（声）阿部二覇
- 獄炎 - （演）三宅敏夫、柳川公輔（声）けんじゅー
- ガーメイン - （演）嶋田宙（声）湯浅涼
- 独眼 - （演）三宅敏夫（声）阿部二覇
- 横暴剣鬼 骸696（むくろ） - ？？？[7]
- ゴルンガ - （声）加藤陽人
- ゲンマー - （声）中村哲、石田翼
- ガセキ - 中村哲
- 邪鬼剛 - （声）中村哲
- 激神ザンドー - （演）小濱佑基（声）筒井拓
- 祈天導士ウリュウジン - （演）桑田容成（声）阿部二覇
- 星龍戦士コスモフラッシャー - （演）加藤勉（声）中村哲
- 超辛グランマサラー - （演）宮沢天（声）小野田銀四郎
- 絶対守護神羽亀戦士カメイダー - （演）生稲雄二（声）藤田秀和
- 電脳勇神プラグオン - （演）五月女亨（声）小野田銀四郎
- ゼロング - （演）設楽安男（声）加藤陽人
- 駆け出しヒーローズ 包装戦士ダンボット（NEO） - （声）K uLTRa
- 駆け出しヒーローズ ベクノス - （声）康助
- ふるさと戦隊カトレンジャーZ オミレンジャー - （演）香取敦奏、（声）宮松広行
- ふるさと戦隊カトレンジャーZ サワレンジャー - （演）増田健治、（声）加藤陽人
- ふるさと戦隊カトレンジャーZ ヤマレンジャー - （演）平山純子、（声）稲福志緒梨
- ふるさと戦隊カトレンジャーZ クリレンジャー - （演）トシ・平山、（声）小野田銀四郎
- 少女あやみ - 甲能采海
- 男 - けんじゅー、工藤隼巳、田村勇貴、長門大輝、石田翼、三枝孝尚、安島正樹
- 女（2話） - 山際絵礼奈
- 逃げまどう人 - 前田一樹
- ナレーション - 小野田銀四郎、加藤陽人

### スタッフ
- 企画、原作、製作総指揮、プロデューサー、オフライン編集 - 木川泰宏[2]
- 監督 - 木川泰宏（総監督）、中村哲
- 脚本 - 木川泰宏、宮松広行、大野龍二
- 監督補 - 染川達
- 文芸 - 宮松広行
- 特殊造形 - 山本ヒロシ、杉本末男（chara）
- VFX監督 - 児玉ともじ
- CGエフェクト・編集 - 斬撃effects pictures、佐々木陽亮、柏崎裕司
- 音楽 - 福田裕彦
- 撮影 - 木川泰宏、三宅敏夫、柳川公輔、倉持武弘
- 撮影スタッフ - 甲能涼平、甲能由美子、三枝孝尚、加藤陽人、稲福志緒梨、諸星和貴、落合美由紀
- アクション監督 - 木川泰宏、壱（孤高一族）
- アクションスタント - アクションチームアルカディア、ものづくりプロダクション、ＬＹＮＸ
- 車両担当 - 宮松広行
- タイトルロゴデザイン - けんじゅー（w-O.K.）
- 告知デザイン - F.R.C
- 小道具 - けんじゅー（w-O.K.）、おおさわさき
- 制作 - 柳川公輔
- 制作進行 - 安島正樹、宮松広行、山際絵礼奈
- マーケティング - 安島正樹
- 広報 - 山﨑絵礼奈
- 音響監督 - 安島正樹
- ミキサー - 松本能紀、安島正樹
- 録音・音響効果 - 藤田昌宏、メディアゲートスタジオ、安島正樹
- 制作 - L4

### 主題歌・挿入曲
オープニングテーマ
「J-ヒーローズ」
作詞・作曲：アキダス /  編曲：塙一郎、アキダス /　歌：MIQ
エンディングテーマ
「ABCDG子ちゃん」
作詞・作曲・編曲：アキダス /  歌：月妃しおり
挿入曲
「武蔵のテーマ」
作曲：染川達 / 編曲・アレンジ / Ｈ＆Ｊ
「無限の光」
作詞・作曲・歌：H&J
「鎧勇騎 月兎GET」
作詞・作曲：アキダス /  編曲：塙一郎（アキダス） /　歌：アキダス
「武蔵忍法伝 忍者烈風」
作詞：金巻兼一 /  作曲：福田裕彦 / 歌：高野二郎

### 放送リスト

#### TOKYO MX2
| 放送日        | 話数     | サブタイトル                                     | 脚本               | 監督     | 備考 |
| ------------- | -------- | ------------------------------------------------ | ------------------ | -------- | ---- |
| 2019年 1月5日 | 第一話   | J-ヒーローズ 始動！                              | 木川泰宏、宮松広行 | 木川泰宏 |      |
| 1月12日       | 第二話   | 復活の魔次元族                                   | 木川泰宏           | 木川泰宏 |      |
| 1月19日       | 第三話   | 魔次元からの刺客                                 | 木川泰宏           | 木川泰宏 |      |
| 1月26日       | 第四話   | 白き蛇〜その名はセイジャ                         | 木川泰宏           | 木川泰宏 |      |
| 2020年 3月7日 | 第五話   | トライオー登場！                                 | 木川泰宏、宮松広行 | 木川泰宏 |      |
| 3月14日       | 第六話   | 川越大決戦！？                                   | 木川泰宏、宮松広行 | 木川泰宏 |      |
| 3月21日       | 第七話   | アークセイバーの脅威                             | 木川泰宏、宮松広行 | 木川泰宏 |      |
| 3月28日       | 第八話   | 番外編 第1話 J-ヒーローズ魔次元リポート          | 大野龍二           | 中村哲   |      |
| 6月6日        | 第九話   | 番外編 第2話 集結せよJ-ヒーローズ！ あんただれや | 大野龍二           | 中村哲   |      |
| 6月13日       | 第十話   | 番外編 第3話 活躍せよJ-ヒーローズ！ まだいんの？ | 大野龍二           | 中村哲   |      |
| 6月20日       | 第十一話 | 番外編 第4話 昭和のギャグなしで平和は守れるか？  | 大野龍二           | 中村哲   |      |
| 6月27日       | 第十二話 | 番外特別編 聞け！届け！俺たちのメッセージ！      |                    | 木川泰宏 |      |

## アニメ版「J-ヒーローズ THE ANIMATION」
テレビアニメ『J-ヒーローズ THE ANIMATION』はTOKYO MX2で2020年10月3日から12月12日まで放映された。メインストーリーのパートの他に、2-10話には「ミニ劇場」という低頭身キャラクターによるパートもある。制作にあたっては2020年6月1日から7月31日にかけてクラウドファンディングも実施された。

### アニメ版・キャスト
- G子ちゃんR - 月妃しおり
- サイセイバー - 阿部二覇
- スターシャドウ - 小野田銀四郎
- 浪速伝説トライオー - 田ノ中亮資
- 鎧勇騎月兎 - 池田航
- 忍者烈風 - 柳川公輔
- 麻亜紗 - 麻亜紗[14][15]
- その他 - 中村哲、肥後マコト、宮松広行、こぶしのぶゆき、金澤辰典、桜羽未華、長谷川誠、時田優、垣坂翔太、加藤陽人、稲福しおり、鬼灯 ほか
- ナレーション - 小野田銀四郎

### アニメ版・スタッフ
- 企画、製作総指揮、エグゼクティブプロデューサー、総監督 - 木川泰宏
- 脚本 - 木川泰宏
- ミニ劇場・脚本／絵コンテ - けんじゅー（w-O.K.）
- シリアス版 絵コンテ・演出 - 柏崎裕司
- ミニ劇場 演出 - 児玉ともじ、けんじゅー（w-O.K.）
- ミニ劇場 キャラクターデザイン - 骸696（ＤＳＬ）
- 制作担当 - 柳川公輔、宮松広行
- 制作進行 - 山際絵礼奈
- シリアス版アニメーション制作 - 斬撃effects pictures
- 原画・動画・仕上げ・特殊効果・美術設定 - 柏崎裕司
- サウンドデザイン・整音・ミキサー - 安島正樹
- タイトルデザイン - けんじゅー（w-O.K.）
- ビデオ編集 - 児玉ともじ
- マーケティング・キャスティングプロデューサー - 川井芳文
- エンディングダンス - L4キッズダンスチーム
- 振付 - 甲能菜海、甲能叶夢
- 制作 - L4

### アニメ版・主題歌
オープニングテーマ
「J-ヒーローズ」
作詞・作曲：アキダス /  編曲：塙一郎、アキダス /　歌：MIQ
エンディングテーマ
「J-ヒーローズダンス」
作詞・作曲：アキダス　/  編曲：アキダス、塙一郎

### アニメ版・放送リスト

#### TOKYO MX2
| 放送日         | 話数     | サブタイトル                 | 脚本     | ミニ劇場・サブタイトル              | ミニ劇場・脚本 | 総監督   | 備考                                   |
| -------------- | -------- | ---------------------------- | -------- | ----------------------------------- | -------------- | -------- | -------------------------------------- |
| 2020年 10月3日 | 第一話   | 大暴れ！J-ヒーローズ（埼玉） | 木川泰宏 |                                     |                | 木川泰宏 | 「ヒーロー応援メッセージ」コーナーあり |
| 10月10日       | 第二話   | 非常の掟！（山口）           | 木川泰宏 | 01 熱っついパトロールの巻           | けんじゅー     | 木川泰宏 |                                        |
| 10月17日       | 第三話   | 広野の激闘！（北海道）       | 木川泰宏 | 02 忍者ヒーロー、修行でゴザールの巻 | けんじゅー     | 木川泰宏 |                                        |
| 10月24日       | 第四話   | 悪夢の師弟対決！（広島）     | 木川泰宏 | 03 ヒーロー銭湯、最＆高！の巻       | けんじゅー     | 木川泰宏 |                                        |
| 10月31日       | 第五話   | 災厄の影！（東京）           | 木川泰宏 | 04 赤いアイツの巻                   | けんじゅー     | 木川泰宏 |                                        |
| 11月7日        | 第六話   | 選ばれし忍者（三重）         | 木川泰宏 | 05 どうぶつヒーローの村①の巻        | けんじゅー     | 木川泰宏 |                                        |
| 11月14日       | 第七話   | 伝説の悪夢！（東京）         | 木川泰宏 | 06 どうぶつヒーローの村②の巻        | けんじゅー     | 木川泰宏 |                                        |
| 11月21日       | 第八話   | 戦いの軌跡（総集編）         | 木川泰宏 | 07 ヒーローイーツの巻               | けんじゅー     | 木川泰宏 |                                        |
| 11月28日       | 第九話   | 闇からの正義！（東京）       | 木川泰宏 | 08 ヒーロートラブル救急隊           | けんじゅー     | 木川泰宏 |                                        |
| 12月5日        | 第十話   | それぞれの戦い・前編（東京） | 木川泰宏 | 09 ミュージックヒーローステーション | けんじゅー     | 木川泰宏 |                                        |
| 12月12日       | 第十一話 | それぞれの戦い・後編（東京） | 木川泰宏 |                                     |                | 木川泰宏 |                                        |

## 関連商品

### DVD
| タイトル                   | 発売日        | 収録話                                                                       | 販売元 | メーカー品番 |
| -------------------------- | ------------- | ---------------------------------------------------------------------------- | ------ | ------------ |
| J-ヒーローズ volume 01     | 2019年5月3日  | ドラマ版・第1話 - 第4話                                                      | L4     | JH-01        |
| J-ヒーローズ スペシャルDVD | 2021年3月11日 | ドラマ版・第5話 - 第12話（番外編を含む）、 J-ヒーローズ THE ANIMATION 全11話 | L4     | JH-02        |